# Sven Voss

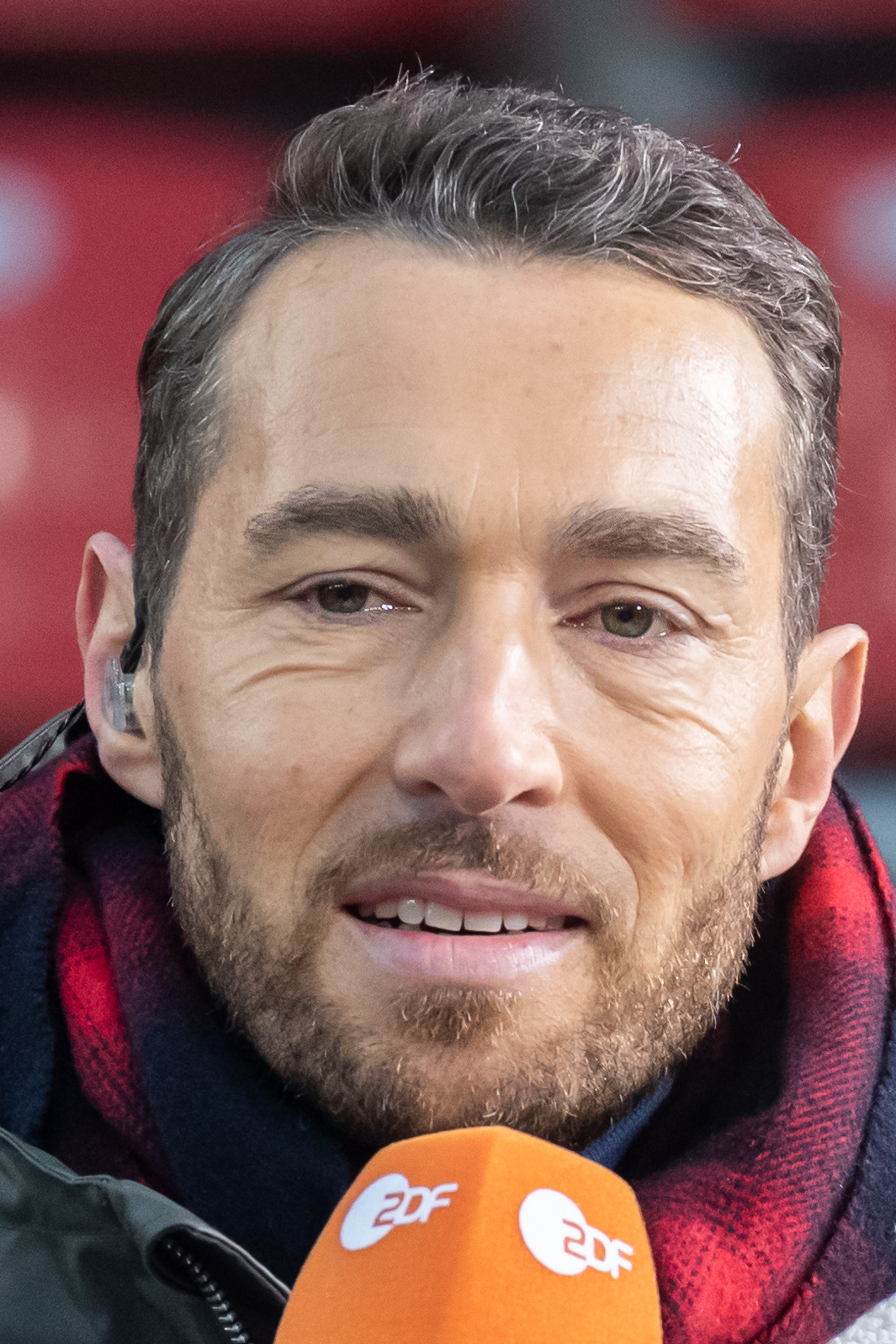
Sven Voss moderiert ein Fußballspiel (2020)

Sven Voss (* 28. Juni 1976 in Daun) ist ein deutscher Sport- und Fernsehmoderator.

## Leben
Aufgewachsen in Lutzerath beendete Sven Voss 1995 seine Schullaufbahn mit dem Abitur am Geschwister-Scholl-Gymnasium Daun. Anschließend leistete er seinen Zivildienst beim Rettungsdienst des Deutschen Roten Kreuzes in Daun. Von 1996 bis 1997 absolvierte er ein Volontariat beim Regionalfernsehen Mittelrhein. Ab dem Jahr 1998 studierte er Politik und Pädagogik an der Rheinischen Friedrich-Wilhelms-Universität in Bonn.
Danach arbeitete Voss als Redakteur für den Radiosender 1LIVE, ehe er 1999 in die Redaktion der Kindernachrichtensendung logo! wechselte. Hier stand er auch erstmals als Reporter vor der Kamera. Für das ZDF präsentierte er später weitere Kindersendungen wie „Stark – Kinder erzählen ihre Geschichte“ und „LIMIT“.
Seit dem Jahr 2004 ist er Mitglied der Sportredaktion des ZDF und moderierte im Rahmen von „ZDF Wintersport extra“ die Weltcups im Bob und Rodeln. Im Jahr 2006 moderierte er auch die Tour de France. 2007 wechselte er das Ressort und moderierte fortan alle Skisprung-Übertragungen des ZDF, darunter auch die Vierschanzentournee. Seit 2007 moderiert Voss den Sportteil in der Nachrichtensendung heute und im ZDF-Mittagsmagazin. Zudem ist er seit 2007 fester Moderator aller ZDF-Übertragungen im Frauenfußball. Während der Fußball-Weltmeisterschaft 2006 in Deutschland moderierte er die ZDF-Sendungen Hallo Deutschland und Drehscheibe Deutschland. Außerdem arbeitete er als Reporter im ZDF-Team bei den Olympischen Spielen 2006, 2008 und 2010. Im Jahr 2011 wurde er Nachfolger von Wolf-Dieter Poschmann als Moderator des aktuellen Sportstudios. 2013 und 2014 moderierte er den DFL-Supercup und löste damit Katrin Müller-Hohenstein in dieser Aufgabe ab. Im Oktober 2015 gab das ZDF bekannt, dass Voss seine Tätigkeit als Moderator der Skisprung-Übertragungen beenden werde, um sich auf das „Aktuelle Sportstudio“ zu konzentrieren. Sein Nachfolger in dieser Aufgabe wurde Norbert König. Im Juni 2023 führte Voss durch die Dokumentation zum 60-jährigen Jubiläum des Aktuellen Sportstudios.
Neben dem ZDF arbeitet Voss seit 2005 auch für das MDR Fernsehen und moderiert dort jeden zweiten Dienstag die Wissenssendung „Echt – Das Magazin zum Staunen“. Im Januar 2015 ersetzte er Marco Schreyl als Moderator der MDR-Reportage Lebensretter.
Seit 2014 unterstützt Sven Voss als Botschafter die gemeinnützige Organisation Bildung-Kickt GmbH. Seit 2017 ist er im Rahmen der Aktion „Schule ohne Rassismus – Schule mit Courage“ Pate der Hermann-Hesse-Schule in Obertshausen im Landkreis Offenbach.
Sven Voss ist verheiratet und lebt mit seiner Frau, seiner Tochter und seinem Sohn in Wiesbaden.

## Moderationen

### Fortlaufend
- seit 2005: Echt – das Magazin zum Staunen, MDR
- seit 2007: Frauenfußball bei ZDF SPORTextra, ZDF
- seit 2007: heute, ZDF – Sportteil
- seit 2007: ZDF-Mittagsmagazin – ZDF, Sportteil
- seit 2011: das aktuelle Sportstudio, ZDF
- seit 2015: Lebensretter, MDR
- seit 2015: Voss & Team, MDR
- seit 2022: XY gelöst, ZDF
- seit 2024: XY history, ZDF

### Ehemals/Einmalig
- 1999–2007: logo!, KiKa/ZDF
- 2002: Stark – Kinder erzählen ihre Geschichte, KiKa/ZDF
- 2003–2006: Limit, KiKa/ZDF
- 2004–2006: Bob/Rodeln, ZDF
- 2006: Hallo Deutschland, ZDF
- 2006: Drehscheibe Deutschland, ZDF
- 2006–2008: Tour de France, ZDF
- 2006: Olympische Winterspiele 2006, ZDF
- 2007: Wissensmagazin Klar, ZDF
- 2007: Countdown – Wetten dass..? auf Mallorca, ZDF
- 2007–2015: Skispringen bei ZDF SPORTextra, ZDF
- 2008: Olympische Sommerspiele 2008, ZDF
- 2009–2011: Hallo Deutschland, ZDF
- 2009: U-21-Fußball-Europameisterschaft 2009, ZDF
- 2009: Fußball-Europameisterschaft der Frauen 2009, ZDF
- 2010: Fußball-Weltmeisterschaft 2010, ZDF
- 2010: Olympische Winterspiele 2010, ZDF
- 2011: Fußball-Weltmeisterschaft der Frauen 2011, ZDF
- 2011: Herrmann & Voss, MDR Fernsehen
- 2012: Fußball-Europameisterschaft 2012, ZDF – als Reporter im Stadion
- 2013: Fußball-Europameisterschaft der Frauen 2013, ZDF
- 2013: DFL-Supercup, ZDF
- 2014: Fußball-Weltmeisterschaft 2014, ZDF – als Reporter im Stadion
- 2014: Deutschland feiert die Weltmeister, Das Erste und ZDF – zusammen mit Alexander Bommes
- 2023: 60 Jahre das aktuelle Sportstudio, ZDF

## Werke
- mit Petra Braun: Champions – Sporthelden, die Geschichte schreiben. EMF, Igling 2021, ISBN 978-3-7459-0760-5.
- mit Petra Braun: Fussball-Stars: 40 Idole und ihre Geschichten. EMF, Igling 2022, ISBN 978-3-7459-0719-3.